# La Reprise
Pour le livre de Søren Kierkegaard, voir La Reprise (essai).
La Reprise est un roman d’Alain Robbe-Grillet paru en 2001. C'est un pastiche de roman policier ou de roman d'espionnage où la clef de l'énigme se situe hors de l'histoire et dans l'écriture.

## Résumé
C'est par ces lignes que l'auteur présente son œuvre : « À Berlin, en novembre 1949. HR, agent subalterne d'un service français de renseignement et d'interventions hors normes, arrive dans l'ancienne capitale en ruine, à laquelle il se croit lié par un souvenir confus, remontant par bouffées de sa très jeune enfance. Il y est chargé d'une mission dont ses chefs n'ont pas cru bon de lui dévoiler la signification réelle, préférant n'en fournir que les éléments indispensables pour l'action qu'on attend de son aveugle fidélité. Mais les choses ne se passent pas comme prévu… ».

## Analyse
Le personnage se réveille à chaque début de chapitre, ce qui peut nous inciter à penser que l'histoire n'a aucun intérêt en elle-même puisque tout est faux, du domaine du rêve. Des notes de bas de page s'adressent au lecteur, le prennent à témoin et le mettent en garde sur la véracité des dires du narrateur. Cela renforce la confusion et convient tout à fait au principe du Nouveau Roman, qui veut que seule l'écriture mène l'aventure.
Ces notes de bas de page vont prendre de plus en plus d'importance à mesure que l'on s'approche de la fin, jusqu'à receler la clef de l'énigme qui était posée.
Le titre peut faire penser au travail même de l'écriture, qui est de raturer, modifier, corriger, reprendre. Dans cette optique, que les notes de bas de pages prennent tant d'importance signifierait que le re-travail du texte, la reprise, est plus important que le premier jet, voire plus important que le texte lui-même, fini.
Le style littéraire unique de Robbe-Grillet se manifeste de façon éblouissante dans ce roman, y alternant les descriptions nuancées d'un endroit ou d'un objet précis et les passages très proches du langage parlé, pleins de rêves et d'hallucinations détachés du monde réel d'ici et maintenant.

## Éditions
- La Reprise, éditions de Minuit, 2001,  (ISBN 2-7073-1756-X).